# Gangsta Lovin'
Gangsta Lovin' este primul disc single extras de pe albumul Eve-Olution, al cântăreței de origine americană, Eve. Fiind o colaborare cu interpreta de muzică R&B Alicia Keys, cântecul s-a bucurat de succes în clasamentele de specialitate din America de Nord și Europa. A obținut poziția cu numărul doi în topul Billboard Hot 100. 
Când a fost întrebată de ce a ales-o pe Alicia pentru această colaborare, Eve a răspuns: "O iubesc pe Alicia, vreau să spun că este incredibil de talentată și aveam nevoie de o fată pentru această melodie și de ce nu Alicia Keys?". Cântecul conține elemente din "Don't Stop The Music", cântată de către formația Yarbrough and Peoples.

## Videoclip
În prima parte a videoclipului
filmat în mai 2002. sunt surprinse câteva fete care iși pun mâncare în farfurii. Cadrul se mută apoi în preajma unei piscine, pe marginea căreia stau Eve și Alicia. Prima menționată urmărește cu privirea un bărbat de care pare atrasă. Cei doi își zâmbesc unul altuia, apoi sunt cele două cântărețe sunt surprinse cântând într-o cameră. Când cea de-a treia strofă începe să fie cântată de către cel locul desfășurării acțiunii se schimbă din nou. În ultima parte a videoclipului Alicia cântă singură, iar Eve stă alături de bărbatul cu care flirta mai devreme.